# Juan Silvano Ferreyra
Juan Silvano Ferreyra (fl. XX secolo) è stato un calciatore argentino, di ruolo centrocampista.

## Carriera

### Club
Giocò sempre nel campionato argentino.

### Nazionale
Con la maglia della Nazionale ha collezionato 2 presenze.